# Myiarchus phaeocephalus
Caça-moscas-equatoriano ou maria-cavaleira-de-coroa-negra (Myiarchus phaeocephalus) é uma espécie de ave da família Tyrannidae.
Pode ser encontrada nos seguintes países: Equador e Peru.
Os seus habitats naturais são: florestas secas tropicais ou subtropicais e florestas subtropicais ou tropicais húmidas de baixa altitude.